# Turniej Gwiazdkowy
Turniej Gwiazdkowy – towarzyski turniej żużlowy rozgrywany od 1993 do 2005 w Pile. W 2009 roku wraz z reaktywacją miejscowego klubu KS Speedway Polonia Turniej Gwiazdkowy był znów w kalendarzu rozgrywek żużlowych, jednak powrót był jednorazowy i od 2010 roku Turniej Gwiazdkowy nie jest rozgrywany.

## Wyniki
| Nr Turnieju                       | Data            | 1 miejsce                                 | 2 miejsce                            | 3 miejsce                       |
| --------------------------------- | --------------- | ----------------------------------------- | ------------------------------------ | ------------------------------- |
| 1 wyniki                          | 18 grudnia 1993 | Tomasz Gollob Polonia Bydgoszcz           | Jacek Gollob Polonia Bydgoszcz       | Krzysztof Okupski Polonia Piła  |
| 2 wyniki                          | 17 grudnia 1994 | Tomasz Gollob Polonia Bydgoszcz           | Hans Nielsen Polonia Piła            | Jacek Gollob Polonia Bydgoszcz  |
| 3 wyniki                          | 10 grudnia 1995 | Tomasz Gollob Polonia Bydgoszcz           | Peter Karlsson bez klubu polskiego   | Rafał Dobrucki Polonia Piła     |
| 4 wyniki                          | 14 grudnia 1996 | Jimmy Nilsen Polonia Piła                 | Hans Nielsen Polonia Piła            | Zoltán Adorján Wanda Kraków     |
| 5 wyniki                          | 6 grudnia 1997  | Tomasz Gollob Polonia Bydgoszcz           | Rafał Dobrucki Polonia Piła          | Jacek Krzyżaniak Apator Toruń   |
| 6 wyniki                          | 6 grudnia 1998  | Piotr Świst Stal Rzeszów                  | Jacek Gollob Polonia Bydgoszcz       | Tomasz Gollob Polonia Bydgoszcz |
| 7 wyniki                          | 4 grudnia 1999  | Jacek Gollob Polonia Piła                 | Jacek Krzyżaniak WTS Wrocław         | Jarosław Hampel Polonia Piła    |
| 8 wyniki                          | 1 grudnia 2000  | Rafał Okoniewski Stal Gorzów Wielkopolski | Andrzej Huszcza ZKŻ Zielona Góra     | Robert Kościecha Apator Toruń   |
| 9 wyniki                          | 8 grudnia 2001  | Rafał Dobrucki Polonia Piła               | Piotr Świst Stal Gorzów Wielkopolski | Jarosław Hampel Polonia Piła    |
| 10 wyniki                         | 7 grudnia 2002  | Sebastian Ułamek Unia Leszno              | Piotr Świst Stal Gorzów Wielkopolski | Rafał Dobrucki Polonia Piła     |
| 11 wyniki                         | 6 grudnia 2003  | Rafał Dobrucki Unia Leszno                | Roman Poważny RKM Rybnik             | Robert Miśkowiak Polonia Piła   |
| 12 wyniki                         | 4 grudnia 2004  | Rafał Dobrucki Unia Leszno                | Łukasz Romanek RKM Rybnik            | Mariusz Franków TŻ Lublin       |
| 13 wyniki                         | 17 grudnia 2005 | Mariusz Franków TŻ Lublin                 | Andrzej Huszcza ZKŻ Zielona Góra     | Paweł Kowalewski Polonia Piła   |
| Nie rozgrywano w latach 2006–2008 |                 |                                           |                                      |                                 |
| 14 wyniki                         | 6 grudnia 2009  | Stanisław Burza Orzeł Łódź                | Paweł Hlib RKM Rybnik                | Grzegorz Knapp GTŻ Grudziądz    |

## Zwycięzcy
- 4 razy: Tomasz Gollob
- 3 razy: Rafał Dobrucki
- raz: Jimmy Nilsen, Piotr Świst, Jacek Gollob, Sebastian Ułamek, Rafał Okoniewski, Mariusz Franków, Stanisław Burza